# Jörgen Sundqvist
Nils Jörgen Sundqvist (ur. 1 maja 1962 w Arvidsjaur) – szwedzki narciarz alpejski. Zajął 22. miejsce w gigancie igrzyskach w Calgary w 1988 r. Zajął także 17. miejsce w gigancie na mistrzostwach świata w Crans-Montana w 1987 r. Najlepsze wyniki w Pucharze Świata osiągnął w sezonie 1985/1986, kiedy to zajął 51. miejsce w klasyfikacji generalnej.

## Sukcesy

### Puchar Świata

#### Miejsca w klasyfikacji generalnej
- 1982/1983 – 59.
- 1983/1984 – 60.
- 1984/1985 – 87.
- 1985/1986 – 51.
- 1986/1987 – 78.
- 1987/1988 – 64.

#### Miejsca na podium
1. Kirchberg in Tirol – 23 stycznia 1984 (gigant) – 3. miejsce